# Alachua County
Alachua County är ett county i delstaten Florida, USA. Den administrativa huvudorten (county seat) är Gainesville, mest känt som platsen för University of Florida med cirka 50000 studenter.

## Geografi
Enligt United States Census Bureau har countyt en total area på 2 510 km². 2 264 km² av den arean är land och 246 km² är vatten. 

### Angränsande countyn
- Bradford County, Florida - nord
- Union County, Florida - nord
- Putnam County, Florida - öst
- Marion County, Florida - sydöst
- Levy County, Florida - sydväst
- Gilchrist County, Florida - väst
- Columbia County, Florida - nordväst